# Петров, Иван Алексеевич
Иван Алексеевич Петров (1905, с. Бетково, Лужский район, Российская империя  — 4 октября 1956, Москва, СССР) — сотрудник НКВД, Военачальник, генерал-лейтенант (1944).

## Биография
- с 1928 — в пограничных войсках НКВД
- с 28 мая 1935 г. — начальник 1 отделения штаба 3 Петрозаводского погранотряда НКВД,
- с 2 марта 1937 г. — начальник штаба
- с 8 февраля 1938 г. — начальник 3 Петрозаводского погранотряда НКВД
- с 10 сентября 1938 г. — помощник начальника оперативного отдела ГУПВ  НКВД СССР
- с 26 марта 1939 г. — начальник оперативного отдела ГУПВ НКВД СССР
- с 22 марта 1940 г. — начальник Львовского гарнизона войск НКВД УССР
- с 29 мая 1940 г.— начальник пограничных войск Западного округа,
- с 26 августа 1940 года — заместитель начальника пограничных войск НКВД УССР
- с июня 1941 года — начальник Малоярославецкого сектора охраны Московской зоны обороны
- с 13 ноября 1941 года — начальник войск НКВД по охране тыла Западного фронта
- с августа 1942 года — начальник управления войск НКВД по охране тыла Закавказского фронта
- с 12 февраля 1943 года — начальник Управления по делам военнопленных и интернированных НКВД СССР
- с 11 января 1945 года — начальник Главного управления по делам военнопленных и интернированных НКВД СССР
- со 2 февраля 1945 года — заместитель начальника ГУПВИ НКВД СССР.
- с 21 ноября 1950 — в отставке по болезни.

Был награждён орденом Ленина (1945), 3-мя орденами Красного Знамени (12.04.1942, 22.08.1944, 1947), орденом Кутузова II степени (21.06.1945), 2-мя орденами Красной Звезды (13.12.1942, 3.11.1944), орденом «Знак Почёта» (14.02.1941), медалями.
Умер 4 октября 1956 года. Похоронен Ваганьковском кладбище в Москве.

## Воинские звания
- капитан 5.06.1936
- майор 8.04.1938
- полковник 17.04.1939
- комбриг 29.02.1940
- генерал-майор 4.06.1940
- генерал-лейтенант 8.04.1944